# Campeonato Transición de Primera Nacional 2020
El Campeonato Transición de Primera Nacional 2020, también llamado Campeonato de Primera Nacional Transición 2020, fue la trigésima sexta edición del certamen de segunda división del fútbol argentino. Fue organizado de manera contingente, tras la cancelación del Campeonato de Primera Nacional 2019-20 a causa de la pandemia de covid-19. Comenzó el de noviembre de 2020, finalizó el 31 de enero de 2021 y participaron los treinta y dos equipos equipos que habían intervenido en el torneo abortado.   

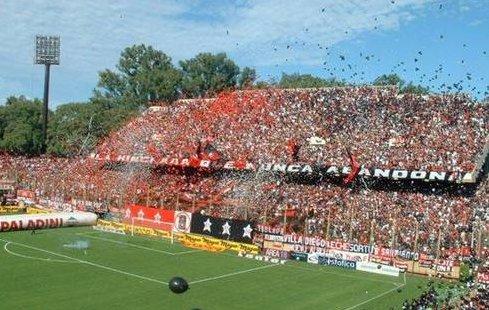
Estadio Marcelo Bielsa, sede de la segunda final en la que se enfrentaron Platense y Estudiantes (RC).

Consagró campeón por primera vez en el torneo y por segunda vez en la categoría al Club Atlético Sarmiento, de la ciudad de Junín, que obtuvo así su tercer ascenso a la Primera División. Por su parte, el segundo ascenso lo logró el Club Atlético Platense, que ganó la respectiva final.

## Equipos participantes
| Equipo                  | Ciudad                | Estadio                             | Capacidad |
| ----------------------- | --------------------- | ----------------------------------- | --------- |
| Agropecuario            | Carlos Casares        | Ofelia Rosenzuaig                   | 8 000     |
| All Boys                | Buenos Aires          | Islas Malvinas                      | 21 500    |
| Almagro                 | José Ingenieros       | Tres de Febrero                     | 19 000    |
| Alvarado                | Mar del Plata         | José María Minella                  | 35 354    |
| Atlanta                 | Buenos Aires          | Don León Kolbowsky                  | 18 000    |
| Atlético de Rafaela     | Rafaela               | Nuevo Monumental                    | 20 000    |
| Barracas Central        | Buenos Aires          | Claudio Chiqui Tapia                | 4 400     |
| Belgrano                | Córdoba               | Julio César Villagra                | 30 500    |
| Brown                   | Adrogué               | Lorenzo Arandilla                   | 4 500     |
| Chacarita Juniors       | Villa Maipú           | Chacarita Juniors                   | 26 530    |
| Defensores de Belgrano  | Buenos Aires          | Juan Pasquale                       | 10 000    |
| Deportivo Morón         | Morón                 | Nuevo Francisco Urbano              | 35 000    |
| Deportivo Riestra       | Buenos Aires          | Guillermo Laza                      | 4 000     |
| Estudiantes             | Caseros               | Ciudad de Caseros                   | 16 700    |
| Estudiantes             | Río Cuarto            | Antonio Candini                     | 11 000    |
| Ferro Carril Oeste      | Buenos Aires          | Arquitecto Ricardo Etcheverri       | 24 442    |
| Gimnasia y Esgrima      | Jujuy                 | 23 de Agosto                        | 24 000    |
| Gimnasia y Esgrima      | Mendoza               | Víctor Antonio Legrotaglie          | 14 000    |
| Guillermo Brown         | Puerto Madryn         | Raúl Conti                          | 14 500    |
| Independiente Rivadavia | Mendoza               | Bautista Gargantini                 | 24 000    |
| Instituto               | Córdoba               | Juan Domingo Perón                  | 26 000    |
| Mitre                   | Santiago del Estero   | Doctores José y Antonio Castiglione | 16 500    |
| Nueva Chicago           | Buenos Aires          | Nueva Chicago                       | 25 000    |
| Platense                | Florida               | Ciudad de Vicente López             | 34 530    |
| Quilmes                 | Quilmes               | Centenario Ciudad de Quilmes        | 32 200    |
| Ramón Santamarina       | Tandil                | Municipal General San Martín        | 8 762     |
| San Martín              | San Juan              | Ingeniero Hilario Sánchez           | 26 000    |
| San Martín              | San Miguel de Tucumán | La Ciudadela                        | 30 500    |
| Sarmiento               | Junín                 | Eva Perón                           | 22 000    |
| Temperley               | Turdera               | Alfredo Beranger                    | 18 000    |
| Tigre                   | Victoria              | José Dellagiovanna                  | 26 282    |
| Villa Dálmine           | Campana               | El Coliseo de Mitre y Puccini       | 11 250    |

### Distribución geográfica de los equipos
| Región                                   | Cant. | Equipos |
| ---------------------------------------- | ----- | --- |
| Conurbano bonaerense                     | 9     | Almagro, Brown de Adrogué, Chacarita Juniors, Deportivo Morón, Estudiantes, Platense, Quilmes, Temperley y Tigre.  |
| Ciudad de Buenos Aires                   | 7     | All Boys, Atlanta, Barracas Central, Defensores de Belgrano, Deportivo Riestra, Ferro Carril Oeste y Nueva Chicago |
| Interior de la provincia de Buenos Aires | 5     | Agropecuario, Alvarado, Ramón Santamarina, Sarmiento (J) y Villa Dálmine.                                          |
| Provincia de Córdoba                     | 3     | Belgrano, Estudiantes (RC) e Instituto                                                                             |
| Provincia de Mendoza                     | 2     | Gimnasia y Esgrima e Independiente Rivadavia                                                                       |
| Provincia del Chubut                     | 1     | Guillermo Brown |
| Provincia de Jujuy                       | 1     | Gimnasia y Esgrima                                                                                                 |
| Provincia de San Juan                    | 1     | San Martín |
| Provincia de Santa Fe                    | 1     | Atlético de Rafaela                                                                                                |
| Provincia de Santiago del Estero         | 1     | Mitre |
| Provincia de Tucumán                     | 1     | San Martín |

## Formato
El torneo se disputó en dos fases, llamadas, respectivamente,  primer y segundo ascenso a Primera División.

### Fase primer ascenso a Primera División

#### Etapa clasificación
Se disputó en las mismas dos zonas del Campeonato de Primera Nacional 2019-20, integradas por los ocho mejores equipos de la tabla final de posiciones de cada una, que se enfrentaron en una sola rueda por el sistema de todos contra todos. Los dos ganadores jugaron la final. 
Por su parte, los segundos de cada zona jugaron la Tercera instancia de la etapa eliminatoria de la Fase segundo ascenso y los restantes equipos disputaron la Primera instancia de la etapa eliminatoria de la misma fase.

#### Final
Se disputó a un solo partido en cancha neutral. Debido a que terminó en empate se ejecutaron tiros desde el punto penal.
El vencedor fue consagrado campeón del torneo y obtuvo el ascenso a la Primera División, y el perdedor pasó a las Semifinales de la etapa eliminatoria de la Fase segundo ascenso a Primera División.

### Fase segundo ascenso a Primera División

#### Etapa clasificación
Se disputó en las mismas dos zonas del Campeonato de Primera Nacional 2019-20, integradas por los últimos ocho equipos de la tabla final de posiciones respectiva, que jugaron una sola rueda por el sistema de todos contra todos. Los dos primeros de cada una clasificaron a la Primera instancia de la etapa eliminatoria.

#### Etapa eliminatoria
Se disputó por eliminación directa, a un solo partido, en cancha neutral. En caso de empate, la definición se operó mediante tiros desde el punto penal.

##### Primera instancia
La jugaron dieciséis equipos: doce provenientes de la Etapa clasificación de la Fase primer ascenso y cuatro de la Etapa clasificación de esta fase.

##### Segunda instancia
La jugaron los ocho ganadores de la Primera instancia.

##### Tercera instancia
La jugaron seis equipos: los dos segundos de cada zona de la Etapa clasificación de la Fase primer ascenso y los cuatro ganadores de la Segunda instancia.

##### Semifinales
Las jugaron cuatro equipos: el perdedor de la final de la Fase primer ascenso y los tres ganadores de la Tercera instancia.

##### Final
La jugaron los dos semifinalistas ganadores. El vencedor obtuvo el segundo ascenso a la Primera División.

## Fase primer ascenso

### Etapa clasificación

#### Zona A

##### Tabla de posiciones final
| Pos. | Equipo             | Pts. | PJ | PG | PE | PP | GF | GC | Dif. |
| ---- | ------------------ | ---- | -- | -- | -- | -- | -- | -- | ---- |
| 1.º  | Estudiantes (RC)   | 13   | 7  | 3  | 4  | 0  | 11 | 5  | 6    |
| 2.º  | Platense           | 13   | 7  | 3  | 4  | 0  | 10 | 6  | 4    |
| 3.º  | Estudiantes (BA)   | 12   | 7  | 3  | 3  | 1  | 13 | 10 | 3    |
| 4.º  | Agropecuario       | 10   | 7  | 3  | 1  | 3  | 7  | 11 | −4   |
| 5.º  | Atlanta            | 8    | 7  | 2  | 2  | 3  | 12 | 12 | 0    |
| 6.º  | Deportivo Morón    | 6    | 7  | 1  | 3  | 3  | 6  | 8  | −2   |
| 7.º  | Temperley          | 6    | 7  | 1  | 3  | 3  | 3  | 5  | −2   |
| 8.º  | Ferro Carril Oeste | 6    | 7  | 2  | 0  | 5  | 7  | 12 | −5   |

|  | Perdió la final por el título de campeón. Pasó a las semifinales de la etapa eliminatoria por el segundo ascenso. |
|  | Pasó a la tercera instancia de la etapa eliminatoria por el segundo ascenso.                                      |
|  | Pasaron a la primera instancia de la etapa eliminatoria por el segundo ascenso.                                   |

|  |

###### Evolución de las posiciones
| Equipo / Fecha     | 1   | 2   | 3   | 4   | 5   | 6   | 7   |
| ------------------ | --- | --- | --- | --- | --- | --- | --- |
| Agropecuario       | 7.º | 5.º | 2.º | 1.º | 1.º | 3.º | 4.º |
| Atlanta            | 8.º | 3.º | 4.º | 4.º | 5.º | 8.º | 5.º |
| Deportivo Morón    | 4.º | 7.º | 8.º | 8.º | 6.º | 5.º | 6.º |
| Estudiantes (BA)   | 1.º | 1.º | 1.º | 2.º | 3.º | 4.º | 3.º |
| Estudiantes (RC)   | 4.º | 6.º | 5.º | 5.º | 4.º | 2.º | 1.º |
| Ferro Carril Oeste | 6.º | 8.º | 7.º | 7.º | 8.º | 7.º | 8.º |
| Platense           | 2.º | 2.º | 3.º | 3.º | 2.º | 1.º | 2.º |
| Temperley          | 3.º | 4.º | 6.º | 6.º | 7.º | 6.º | 7.º |

|  |

##### Resultados
| Fecha 1          | Fecha 1   | Fecha 1            | Fecha 1            | Fecha 1         | Fecha 1 |
| Local            | Resultado | Visitante          | Estadio            | Fecha           | Hora    |
| ---------------- | --------- | ------------------ | ------------------ | --------------- | ------- |
| Atlanta          | 0 - 2     | Platense           | Don León Kolbowsky | 28 de noviembre | 17:10   |
| Estudiantes (BA) | 3 - 1     | Agropecuario       | Ciudad de Caseros  | 29 de noviembre | 17:10   |
| Temperley        | 1 - 0     | Ferro Carril Oeste | Alfredo Beranger   | 30 de noviembre | 17:10   |
| Estudiantes (RC) | 0 - 0     | Deportivo Morón    | Antonio Candini    | 30 de noviembre | 18:00   |

| Fecha 2            | Fecha 2   | Fecha 2          | Fecha 2                       | Fecha 2        | Fecha 2 |
| Local              | Resultado | Visitante        | Estadio                       | Fecha          | Hora    |
| ------------------ | --------- | ---------------- | ----------------------------- | -------------- | ------- |
| Estudiantes (BA)   | 2 - 2     | Estudiantes (RC) | Ciudad de Caseros             | 5 de diciembre | 17:10   |
| Platense           | 1 - 1     | Deportivo Morón  | Ciudad de Vicente López       | 5 de diciembre | 17:10   |
| Agropecuario       | 1 - 0     | Temperley        | Rosa Rosenzuaig               | 6 de diciembre | 19:00   |
| Ferro Carril Oeste | 0 - 3     | Atlanta          | Arquitecto Ricardo Etcheverri | 7 de diciembre | 21:10   |

| Fecha 3          | Fecha 3   | Fecha 3            | Fecha 3                | Fecha 3         | Fecha 3 |
| Local            | Resultado | Visitante          | Estadio                | Fecha           | Hora    |
| ---------------- | --------- | ------------------ | ---------------------- | --------------- | ------- |
| Estudiantes (RC) | 1 - 1     | Platense           | Antonio Candini        | 11 de diciembre | 19:00   |
| Deportivo Morón  | 2 - 3     | Ferro Carril Oeste | Nuevo Francisco Urbano | 12 de diciembre | 17:10   |
| Atlanta          | 2 - 3     | Agropecuario       | Don León Kolbowsky     | 13 de diciembre | 17:10   |
| Temperley        | 0 - 1     | Estudiantes (BA)   | Alfredo Beranger       | 13 de diciembre | 17:10   |

| Fecha 4            | Fecha 4   | Fecha 4          | Fecha 4                       | Fecha 4         | Fecha 4 |
| Local              | Resultado | Visitante        | Estadio                       | Fecha           | Hora    |
| ------------------ | --------- | ---------------- | ----------------------------- | --------------- | ------- |
| Estudiantes (BA)   | 3 - 3     | Atlanta          | Ciudad de Caseros             | 18 de diciembre | 21:30   |
| Temperley          | 0 - 0     | Estudiantes (RC) | Alfredo Beranger              | 19 de diciembre | 21:10   |
| Ferro Carril Oeste | 1 - 2     | Platense         | Arquitecto Ricardo Etcheverri | 21 de diciembre | 17:10   |
| Agropecuario       | 1 - 0     | Deportivo Morón  | Ofelia Rosenzuaig             | 22 de diciembre | 21:10   |

| Fecha 5          | Fecha 5   | Fecha 5            | Fecha 5                 | Fecha 5         | Fecha 5 |
| Local            | Resultado | Visitante          | Estadio                 | Fecha           | Hora    |
| ---------------- | --------- | ------------------ | ----------------------- | --------------- | ------- |
| Atlanta          | 1 - 1     | Temperley          | Don León Kolbowsky      | 27 de diciembre | 17:10   |
| Estudiantes (RC) | 2 - 1     | Ferro Carril Oeste | Antonio Candini         | 27 de diciembre | 21:00   |
| Platense         | 1 - 1     | Agropecuario       | Ciudad de Vicente López | 28 de diciembre | 17:10   |
| Deportivo Morón  | 2 - 1     | Estudiantes (BA)   | Nuevo Francisco Urbano  | 28 de diciembre | 21:30   |

| Fecha 6          | Fecha 6   | Fecha 6            | Fecha 6            | Fecha 6    | Fecha 6 |
| Local            | Resultado | Visitante          | Estadio            | Fecha      | Hora    |
| ---------------- | --------- | ------------------ | ------------------ | ---------- | ------- |
| Atlanta          | 1 - 2     | Estudiantes (RC)   | Don León Kolbowsky | 3 de enero | 17:10   |
| Temperley        | 0 - 0     | Deportivo Morón    | Alfredo Beranger   | 3 de enero | 21:10   |
| Agropecuario     | 0 - 1     | Ferro Carril Oeste | Ofelia Rosenzuaig  | 4 de enero | 17:10   |
| Estudiantes (BA) | 1 - 1     | Platense           | Ciudad de Caseros  | 4 de enero | 19:10   |

| Fecha 7            | Fecha 7   | Fecha 7          | Fecha 7                       | Fecha 7     | Fecha 7 |
| Local              | Resultado | Visitante        | Estadio                       | Fecha       | Hora    |
| ------------------ | --------- | ---------------- | ----------------------------- | ----------- | ------- |
| Estudiantes (RC)   | 4 - 0     | Agropecuario     | Antonio Candini               | 10 de enero | 17:10   |
| Ferro Carril Oeste | 1 - 2     | Estudiantes (BA) | Arquitecto Ricardo Etcheverri | 10 de enero | 17:10   |
| Platense           | 2 - 1     | Temperley        | Ciudad de Vicente López       | 10 de enero | 17:10   |
| Deportivo Morón    | 1 - 2     | Atlanta          | Nuevo Francisco Urbano        | 10 de enero | 17:10   |

#### Zona B

##### Tabla de posiciones final
| Pos. | Equipo                 | Pts. | PJ | PG | PE | PP | GF | GC | Dif. |
| ---- | ---------------------- | ---- | -- | -- | -- | -- | -- | -- | ---- |
| 1.º  | Sarmiento (J)          | 15   | 7  | 4  | 3  | 0  | 8  | 4  | 4    |
| 2.º  | Atlético de Rafaela    | 14   | 7  | 4  | 2  | 1  | 13 | 8  | 5    |
| 3.º  | Defensores de Belgrano | 13   | 7  | 4  | 1  | 2  | 6  | 3  | 3    |
| 4.º  | Tigre                  | 8    | 7  | 2  | 2  | 3  | 9  | 9  | 0    |
| 5.º  | Gimnasia y Esgrima (M) | 7    | 7  | 1  | 4  | 2  | 10 | 10 | 0    |
| 6.º  | Deportivo Riestra      | 6    | 7  | 1  | 3  | 3  | 8  | 11 | −3   |
| 7.º  | Villa Dálmine          | 6    | 7  | 1  | 3  | 3  | 5  | 9  | −4   |
| 8.º  | San Martín (T)         | 5    | 7  | 1  | 2  | 4  | 3  | 8  | −5   |

|  | Ganó la final por el título de campeón.                                         |
|  | Pasó a la tercera instancia de la etapa eliminatoria por el segundo ascenso.    |
|  | Pasaron a la primera instancia de la etapa eliminatoria por el segundo ascenso. |

|  |

###### Evolución de las posiciones
| Equipo / Fecha         | 1   | 2   | 3   | 4   | 5   | 6   | 7   |
| ---------------------- | --- | --- | --- | --- | --- | --- | --- |
| Atlético de Rafaela    | 2.º | 1.º | 1.º | 1.º | 1.º | 2.º | 2.º |
| Defensores de Belgrano | 4.º | 8.º | 8.º | 5.º | 4.º | 3.º | 3.º |
| Deportivo Riestra      | 2.º | 5.º | 6.º | 7.º | 8.º | 8.º | 6.º |
| Gimnasia y Esgrima (M) | 4.º | 7.º | 3.º | 4.º | 5.º | 5.º | 5.º |
| San Martín (T)         | 8.º | 4.º | 5.º | 6.º | 7.º | 7.º | 8.º |
| Sarmiento (J)          | 4.º | 2.º | 4.º | 3.º | 2.º | 1.º | 1.º |
| Tigre                  | 1.º | 3.º | 2.º | 2.º | 3.º | 4.º | 4.º |
| Villa Dálmine          | 4.º | 6.º | 7.º | 8.º | 6.º | 6.º | 7.º |

| 1. |

##### Resultados
| Fecha 1                | Fecha 1   | Fecha 1                | Fecha 1        | Fecha 1         | Fecha 1 |
| Local                  | Resultado | Visitante              | Estadio        | Fecha           | Hora    |
| ---------------------- | --------- | ---------------------- | -------------- | --------------- | ------- |
| Sarmiento (J)          | 0 - 0     | Villa Dálmine          | Eva Perón      | 28 de noviembre | 19:00   |
| San Martín (T)         | 0 - 1     | Tigre                  | La Ciudadela   | 29 de noviembre | 9:00    |
| Defensores de Belgrano | 0 - 0     | Gimnasia y Esgrima (M) | Juan Pasquale  | 29 de noviembre | 17:10   |
| Deportivo Riestra      | 3 - 3     | Atlético de Rafaela    | Guillermo Laza | 30 de noviembre | 17:10   |

| Fecha 2                | Fecha 2   | Fecha 2           | Fecha 2                       | Fecha 2        | Fecha 2 |
| Local                  | Resultado | Visitante         | Estadio                       | Fecha          | Hora    |
| ---------------------- | --------- | ----------------- | ----------------------------- | -------------- | ------- |
| Gimnasia y Esgrima (M) | 2 - 3     | Sarmiento (J)     | Víctor Antonio Legrotaglie    | 5 de diciembre | 17:10   |
| Villa Dálmine          | 1 - 1     | Deportivo Riestra | El Coliseo de Mitre y Puccini | 5 de diciembre | 17:10   |
| Defensores de Belgrano | 0 - 1     | San Martín (T)    | Juan Pasquale                 | 6 de diciembre | 17:10   |
| Atlético de Rafaela    | 3 - 2     | Tigre             | Nuevo Monumental              | 7 de diciembre | 17:10   |

| Fecha 3           | Fecha 3   | Fecha 3                | Fecha 3                | Fecha 3         | Fecha 3 |
| Local             | Resultado | Visitante              | Estadio                | Fecha           | Hora    |
| ----------------- | --------- | ---------------------- | ---------------------- | --------------- | ------- |
| Sarmiento (J)     | 1 - 0     | Defensores de Belgrano | Eva Perón              | 12 de diciembre | 19:00   |
| San Martin (T)    | 0 - 3     | Atlético de Rafaela    | La Ciudadela           | 13 de diciembre | 21:30   |
| Deportivo Riestra | 1 - 3     | Gimnasia y Esgrima (M) | Guillermo Laza         | 14 de diciembre | 17:10   |
| Tigre             | 3 - 1     | Villa Dálmine          | Monumental de Victoria | 14 de diciembre | 21:10   |

| Fecha 4                | Fecha 4   | Fecha 4             | Fecha 4                       | Fecha 4         | Fecha 4 |
| Local                  | Resultado | Visitante           | Estadio                       | Fecha           | Hora    |
| ---------------------- | --------- | ------------------- | ----------------------------- | --------------- | ------- |
| Sarmiento (J)          | 1 - 0     | San Martín (T)      | Eva Perón                     | 19 de diciembre | 17:10   |
| Defensores de Belgrano | 1 - 0     | Deportivo Riestra   | Juan Pasquale                 | 20 de diciembre | 17:10   |
| Villa Dálmine          | 0 - 2     | Atlético de Rafaela | El Coliseo de Mitre y Puccini | 20 de diciembre | 17:10   |
| Gimnasia y Esgrima (M) | 1 - 1     | Tigre               | Víctor Antonio Legrotaglie    | 21 de diciembre | 21:30   |

| Fecha 5             | Fecha 5   | Fecha 5                | Fecha 5                | Fecha 5         | Fecha 5 |
| Local               | Resultado | Visitante              | Estadio                | Fecha           | Hora    |
| ------------------- | --------- | ---------------------- | ---------------------- | --------------- | ------- |
| Atlético de Rafaela | 2 - 1     | Gimnasia y Esgrima (M) | Nuevo Monumental       | 27 de diciembre | 17:10   |
| San Martín (T)      | 0 - 1     | Villa Dálmine          | La Ciudadela           | 27 de diciembre | 21:30   |
| Deportivo Riestra   | 1 - 2     | Sarmiento (J)          | Guillermo Laza         | 28 de diciembre | 17:10   |
| Tigre               | 0 - 1     | Defensores de Belgrano | Monumental de Victoria | 29 de diciembre | 19:20   |

| Fecha 6                | Fecha 6   | Fecha 6             | Fecha 6                    | Fecha 6    | Fecha 6 |
| Local                  | Resultado | Visitante           | Estadio                    | Fecha      | Hora    |
| ---------------------- | --------- | ------------------- | -------------------------- | ---------- | ------- |
| Deportivo Riestra      | 0 - 0     | San Martín (T)      | Guillermo Laza             | 3 de enero | 17:10   |
| Sarmiento (J)          | 1 - 1     | Tigre               | Eva Perón                  | 3 de enero | 17:10   |
| Gimnasia y Esgrima (M) | 1 - 1     | Villa Dálmine       | Víctor Antonio Legrotaglie | 3 de enero | 18:10   |
| Defensores de Belgrano | 2 - 0     | Atlético de Rafaela | Juan Pasquale              | 3 de enero | 19:10   |

| Fecha 7             | Fecha 7   | Fecha 7                | Fecha 7                       | Fecha 7     | Fecha 7 |
| Local               | Resultado | Visitante              | Estadio                       | Fecha       | Hora    |
| ------------------- | --------- | ---------------------- | ----------------------------- | ----------- | ------- |
| San Martín (T)      | 2 - 2     | Gimnasia y Esgrima (M) | La Ciudadela                  | 10 de enero | 19:15   |
| Villa Dálmine       | 1 - 2     | Defensores de Belgrano | El Coliseo de Mitre y Puccini | 10 de enero | 19:15   |
| Atlético de Rafaela | 0 - 0     | Sarmiento (J)          | Nuevo Monumental              | 10 de enero | 19:15   |
| Tigre               | 1 - 2     | Deportivo Riestra      | Monumental de Victoria        | 10 de enero | 19:15   |

1. ↑  Suspendido en el entretiempo por fallas en el sistema de iluminación, con el resultado 0 a 0. Se completó el 6 de enero, a partir de las 17:10.

### Final
Se disputó a un solo partido, que se definió por tiros desde el punto penal al haber finalizado empatado. El ganador se consagró campeón y ascendió a la Primera División. El perdedor pasó a las Semifinales de la Etapa eliminatoria por el segundo ascenso.
| Sarmiento (J)                                                        | (4) 1 - 1 (3) | Estudiantes (RC) | 15 de Abril | 16 de enero | 19:10 |
| Sarmiento obtuvo el título de campeón y ascendió a Primera División. |               |                  |             |             |       |

##### Partido
| 16 de enero, 19:10 | Sarmiento (J)                                      | 1:1 (1:1) (4:3 p.)         | Estudiantes (RC)                                   | Estadio 15 de Abril, Santa Fe  |                                |
|                    | Pombo 39'                                          | Reporte                    | Sepúlveda 21'                                      | Árbitro(s): Fernando Rapallini | Árbitro(s): Fernando Rapallini |
|                    |                                                    | Tiros desde el punto penal |                                                    |                                |                                |
|                    | Torres · Garnier · Graciani · Mancinelli · Vismara |                            | Ortigoza · Ferreira · Ardente · Vester · Sepúlveda |                                |                                |

## Fase segundo ascenso

### Etapa clasificación

#### Zona A

##### Tabla de posiciones final
| Pos. | Equipo                  | Pts. | PJ | PG | PE | PP | GF | GC | Dif. |
| ---- | ----------------------- | ---- | -- | -- | -- | -- | -- | -- | ---- |
| 1.º  | San Martín (SJ)         | 15   | 7  | 4  | 3  | 0  | 5  | 1  | 4    |
| 2.º  | Barracas Central        | 14   | 7  | 4  | 2  | 1  | 7  | 4  | 3    |
| 3.º  | Belgrano                | 12   | 7  | 3  | 3  | 1  | 8  | 3  | 5    |
| 4.º  | Alvarado                | 9    | 7  | 2  | 3  | 2  | 12 | 8  | 4    |
| 5.º  | Mitre (SdE)             | 8    | 7  | 1  | 5  | 1  | 8  | 9  | −1   |
| 6.º  | Guillermo Brown         | 6    | 7  | 1  | 3  | 3  | 6  | 7  | −1   |
| 7.º  | Nueva Chicago           | 5    | 7  | 1  | 2  | 4  | 6  | 12 | −6   |
| 8.º  | Independiente Rivadavia | 4    | 7  | 1  | 1  | 5  | 3  | 11 | −8   |

|  | Clasificaron a la Primera instancia de la etapa eliminatoria. |

|  |

###### Evolución de las posiciones
| Equipo / Fecha          | 1   | 2   | 3   | 4   | 5   | 6   | 7   |
| ----------------------- | --- | --- | --- | --- | --- | --- | --- |
| Alvarado                | 3.º | 1.º | 4.º | 5.º | 4.º | 4.º | 4.º |
| Barracas Central        | 1.º | 4.º | 1.° | 1.° | 1.° | 1.° | 2.º |
| Belgrano                | 3.º | 2.º | 5.º | 3.º | 3.º | 3.º | 3.º |
| Guillermo Brown         | 3.º | 3.º | 3.º | 4.º | 5.º | 4.º | 6.º |
| Independiente Rivadavia | 8.º | 8.º | 8.º | 6.º | 7.º | 7.º | 8.º |
| Mitre (SdE)             | 3.º | 6.º | 6.º | 7.º | 6.º | 6.º | 5.º |
| Nueva Chicago           | 7.º | 7.º | 7.º | 8.º | 8.º | 8.º | 7.º |
| San Martín (SJ)         | 2.º | 5.º | 2.° | 2.° | 2.º | 2.º | 1.º |

|  |

##### Resultados
| Fecha 1          | Fecha 1   | Fecha 1                 | Fecha 1                             | Fecha 1         | Fecha 1 |
| Local            | Resultado | Visitante               | Estadio                             | Fecha           | Hora    |
| ---------------- | --------- | ----------------------- | ----------------------------------- | --------------- | ------- |
| Barracas Central | 2 - 1     | Independiente Rivadavia | Claudio Chiqui Tapia                | 28 de noviembre | 17:10   |
| Mitre (SdE)      | 0 - 0     | Belgrano                | Doctores José y Antonio Castiglione | 28 de noviembre | 19:10   |
| Alvarado         | 0 - 0     | Guillermo Brown         | José María Minella                  | 28 de noviembre | 20:30   |
| San Martín (SJ)  | 1 - 0     | Nueva Chicago           | Ingeniero Hilario Sánchez           | 29 de noviembre | 18:00   |

| Fecha 2         | Fecha 2   | Fecha 2                 | Fecha 2                   | Fecha 2        | Fecha 2 |
| Local           | Resultado | Visitante               | Estadio                   | Fecha          | Hora    |
| --------------- | --------- | ----------------------- | ------------------------- | -------------- | ------- |
| Nueva Chicago   | 2 - 5     | Alvarado                | Nueva Chicago             | 5 de diciembre | 17:10   |
| San Martín (SJ) | 0 - 0     | Barracas Central        | Ingeniero Hilario Sánchez | 5 de diciembre | 18:00   |
| Belgrano        | 3 - 0     | Independiente Rivadavia | Gigante de Alberdi        | 5 de diciembre | 19:10   |
| Guillermo Brown | 4 - 2     | Mitre (SdE)             | Raúl Conti                | 6 de diciembre | 17:10   |

| Fecha 3                 | Fecha 3   | Fecha 3         | Fecha 3                          | Fecha 3         | Fecha 3 |
| Local                   | Resultado | Visitante       | Estadio                          | Fecha           | Hora    |
| ----------------------- | --------- | --------------- | -------------------------------- | --------------- | ------- |
| Barracas Central        | 1 - 0     | Belgrano        | Claudio Chiqui Tapia             | 12 de diciembre | 17:10   |
| Independiente Rivadavia | 0 - 0     | Guillermo Brown | Bautista Gargantini              | 12 de diciembre | 17:10   |
| Alvarado                | 0 - 1     | San Martín (SJ) | José María Minella               | 12 de diciembre | 19:00   |
| Mitre (SdE)             | 1 - 1     | Nueva Chicago   | Dres. José y Antonio Castiglione | 14 de diciembre | 9:00    |

| Fecha 4         | Fecha 4   | Fecha 4                 | Fecha 4                   | Fecha 4         | Fecha 4 |
| Local           | Resultado | Visitante               | Estadio                   | Fecha           | Hora    |
| --------------- | --------- | ----------------------- | ------------------------- | --------------- | ------- |
| Alvarado        | 0 - 1     | Barracas Central        | José María Minella        | 19 de diciembre | 19:00   |
| Nueva Chicago   | 1 - 2     | Independiente Rivadavia | Nueva Chicago             | 20 de diciembre | 17:10   |
| Guillermo Brown | 0 - 1     | Belgrano                | Raúl Conti                | 20 de diciembre | 17:10   |
| San Martín (SJ) | 1 - 1     | Mitre (SdE)             | Ingeniero Hilario Sánchez | 20 de diciembre | 20:30   |

| Fecha 5                 | Fecha 5   | Fecha 5         | Fecha 5                             | Fecha 5         | Fecha 5 |
| Local                   | Resultado | Visitante       | Estadio                             | Fecha           | Hora    |
| ----------------------- | --------- | --------------- | ----------------------------------- | --------------- | ------- |
| Barracas Central        | 2 - 1     | Guillermo Brown | Claudio Chiqui Tapia                | 27 de diciembre | 17:10   |
| Belgrano                | 2 - 0     | Nueva Chicago   | Gigante de Alberdi                  | 27 de diciembre | 19:10   |
| Independiente Rivadavia | 0 - 1     | San Martín (SJ) | Bautista Gargantini                 | 27 de diciembre | 19:10   |
| Mitre (SdE)             | 2 - 2     | Alvarado        | Doctores José y Antonio Castiglione | 27 de diciembre | 21:00   |

| Fecha 6         | Fecha 6   | Fecha 6                 | Fecha 6                             | Fecha 6    | Fecha 6 |
| Local           | Resultado | Visitante               | Estadio                             | Fecha      | Hora    |
| --------------- | --------- | ----------------------- | ----------------------------------- | ---------- | ------- |
| Mitre (SdE)     | 1 - 1     | Barracas Central        | Doctores José y Antonio Castiglione | 2 de enero | 21:00   |
| Nueva Chicago   | 1 - 1     | Guillermo Brown         | Nueva Chicago                       | 3 de enero | 17:10   |
| Alvarado        | 3 - 0     | Independiente Rivadavia | José María Minella                  | 3 de enero | 18:00   |
| San Martín (SJ) | 0 - 0     | Belgrano                | Ingeniero Hilario Sánchez           | 3 de enero | 18:00   |

| Fecha 7                 | Fecha 7   | Fecha 7         | Fecha 7              | Fecha 7     | Fecha 7 |
| Local                   | Resultado | Visitante       | Estadio              | Fecha       | Hora    |
| ----------------------- | --------- | --------------- | -------------------- | ----------- | ------- |
| Barracas Central        | 0 - 1     | Nueva Chicago   | Claudio Chiqui Tapia | 10 de enero | 17:10   |
| Guillermo Brown         | 0 - 1     | San Martín (SJ) | Raúl Conti           | 10 de enero | 17:10   |
| Belgrano                | 2 - 2     | Alvarado        | Gigante de Alberdi   | 10 de enero | 17:10   |
| Independiente Rivadavia | 0 - 1     | Mitre (SdE)     | Bautista Gargantini  | 10 de enero | 17:10   |

#### Zona B

##### Tabla de posiciones final
| Pos. | Equipo                 | Pts. | PJ | PG | PE | PP | GF | GC | Dif. |
| ---- | ---------------------- | ---- | -- | -- | -- | -- | -- | -- | ---- |
| 1.º  | Quilmes                | 13   | 7  | 4  | 1  | 2  | 9  | 7  | 2    |
| 2.º  | Instituto              | 12   | 7  | 3  | 3  | 1  | 11 | 9  | 2    |
| 3.º  | Almagro                | 12   | 7  | 4  | 0  | 3  | 7  | 5  | 2    |
| 4.º  | Ramón Santamarina      | 10   | 7  | 3  | 1  | 3  | 11 | 10 | 1    |
| 5.º  | Brown de Adrogué       | 9    | 7  | 2  | 3  | 2  | 6  | 5  | 1    |
| 6.º  | Gimnasia y Esgrima (J) | 8    | 7  | 2  | 2  | 3  | 9  | 9  | 0    |
| 7.º  | All Boys               | 7    | 7  | 1  | 4  | 2  | 3  | 8  | −5   |
| 8.º  | Chacarita Juniors      | 5    | 7  | 1  | 2  | 4  | 6  | 9  | −3   |

|  | Clasificaron a la Primera instancia de la etapa eliminatoria. |

|  |

###### Evolución de las posiciones
| Equipo / Fecha         | 1   | 2   | 3   | 4   | 5   | 6   | 7   |
| ---------------------- | --- | --- | --- | --- | --- | --- | --- |
| All Boys               | 4.º | 2.º | 5.º | 6.º | 7.º | 7.º | 7.º |
| Almagro                | 2.º | 1.º | 3.º | 1.° | 1.° | 1.º | 3.º |
| Brown de Adrogué       | 4.º | 6.º | 7.º | 7.º | 5.º | 4.º | 5.º |
| Chacarita Juniors      | 6.º | 7.º | 8.º | 8.º | 8.º | 8.º | 8.º |
| Gimnasia y Esgrima (J) | 7.º | 8.º | 6.º | 5.º | 4.º | 6.º | 6.º |
| Instituto              | 1.º | 4.º | 4.º | 2.º | 3.º | 2.º | 2.º |
| Quilmes                | 7.º | 3.º | 2.° | 3.° | 2.° | 3.° | 1.º |
| Ramón Santamarina      | 2.º | 5.º | 1.º | 4.º | 6.º | 5.º | 4.º |

|  |

##### Resultados
| Fecha 1           | Fecha 1   | Fecha 1                | Fecha 1                      | Fecha 1         | Fecha 1 |
| Local             | Resultado | Visitante              | Estadio                      | Fecha           | Hora    |
| ----------------- | --------- | ---------------------- | ---------------------------- | --------------- | ------- |
| Almagro           | 1 - 0     | Gimnasia y Esgrima (J) | Tres de Febrero              | 28 de noviembre | 17:10   |
| Ramón Santamarina | 1 - 0     | Quilmes                | Municipal General San Martín | 28 de noviembre | 17:10   |
| Brown de Adrogué  | 0 - 0     | All Boys               | Lorenzo Arandilla            | 28 de noviembre | 17:10   |
| Instituto         | 2 - 1     | Chacarita Juniors      | Mario Alberto Kempes         | 28 de noviembre | 19:10   |

| Fecha 2           | Fecha 2   | Fecha 2                | Fecha 2              | Fecha 2        | Fecha 2 |
| Local             | Resultado | Visitante              | Estadio              | Fecha          | Hora    |
| ----------------- | --------- | ---------------------- | -------------------- | -------------- | ------- |
| Chacarita Juniors | 0 - 0     | Brown de Adrogué       | Chacarita Juniors    | 3 de diciembre | 17:10   |
| Instituto         | 0 - 1     | Almagro                | Mario Alberto Kempes | 4 de diciembre | 17:10   |
| All Boys          | 1 - 0     | Ramón Santamarina      | Malvinas Argentinas  | 5 de diciembre | 17:10   |
| Quilmes           | 3 - 2     | Gimnasia y Esgrima (J) | Centenario           | 5 de diciembre | 17:10   |

| Fecha 3                | Fecha 3   | Fecha 3           | Fecha 3                      | Fecha 3         | Fecha 3 |
| Local                  | Resultado | Visitante         | Estadio                      | Fecha           | Hora    |
| ---------------------- | --------- | ----------------- | ---------------------------- | --------------- | ------- |
| Almagro                | 0 - 1     | Quilmes           | Tres de Febrero              | 11 de diciembre | 17:10   |
| Gimnasia y Esgrima (J) | 2 - 0     | All Boys          | 23 de Agosto                 | 12 de diciembre | 17:10   |
| Ramón Santamarina      | 3 - 1     | Chacarita Juniors | Municipal General San Martín | 12 de diciembre | 17:10   |
| Brown de Adrogué       | 1 - 1     | Instituto         | Lorenzo Arandilla            | 12 de diciembre | 17:10   |

| Fecha 4           | Fecha 4   | Fecha 4                | Fecha 4              | Fecha 4         | Fecha 4 |
| Local             | Resultado | Visitante              | Estadio              | Fecha           | Hora    |
| ----------------- | --------- | ---------------------- | -------------------- | --------------- | ------- |
| Brown de Adrogué  | 0 - 1     | Almagro                | Lorenzo Arandilla    | 19 de diciembre | 17:10   |
| Chacarita Juniors | 0 - 1     | Gimnasia y Esgrima (J) | Chacarita Juniors    | 19 de diciembre | 17:10   |
| All Boys          | 0 - 0     | Quilmes                | Islas Malvinas       | 19 de diciembre | 17:10   |
| Instituto         | 3 - 2     | Ramón Santamarina      | Mario Alberto Kempes | 21 de diciembre | 19:00   |

| Fecha 5                | Fecha 5   | Fecha 5           | Fecha 5                      | Fecha 5         | Fecha 5 |
| Local                  | Resultado | Visitante         | Estadio                      | Fecha           | Hora    |
| ---------------------- | --------- | ----------------- | ---------------------------- | --------------- | ------- |
| Almagro                | 4 - 0     | All Boys          | Tres de Febrero              | 27 de diciembre | 17:10   |
| Gimnasia y Esgrima (J) | 1 - 1     | Instituto         | 23 de Agosto                 | 27 de diciembre | 17:10   |
| Ramón Santamarina      | 1 - 3     | Brown de Adrogué  | Municipal General San Martín | 28 de diciembre | 17:10   |
| Quilmes                | 3 - 2     | Chacarita Juniors | Centenario                   | 29 de diciembre | 17:10   |

| Fecha 6           | Fecha 6   | Fecha 6                | Fecha 6                      | Fecha 6    | Fecha 6 |
| Local             | Resultado | Visitante              | Estadio                      | Fecha      | Hora    |
| ----------------- | --------- | ---------------------- | ---------------------------- | ---------- | ------- |
| Ramón Santamarina | 2 - 0     | Almagro                | Municipal General San Martín | 3 de enero | 17:10   |
| Brown de Adrogué  | 2 - 1     | Gimnasia y Esgrima (J) | Lorenzo Arandilla            | 3 de enero | 17:10   |
| Chacarita Juniors | 0 - 0     | All Boys               | Chacarita Juniors            | 3 de enero | 17:10   |
| Instituto         | 2 - 1     | Quilmes                | Juan Domingo Perón           | 5 de enero | 19:00   |

| Fecha 7                | Fecha 7   | Fecha 7           | Fecha 7         | Fecha 7     | Fecha 7 |
| Local                  | Resultado | Visitante         | Estadio         | Fecha       | Hora    |
| ---------------------- | --------- | ----------------- | --------------- | ----------- | ------- |
| Almagro                | 0 - 2     | Chacarita Juniors | Tres de Febrero | 11 de enero | 21:10   |
| All Boys               | 2 - 2     | Instituto         | Islas Malvinas  | 11 de enero | 21:10   |
| Quilmes                | 1 - 0     | Brown de Adrogué  | Centenario      | 11 de enero | 21:10   |
| Gimnasia y Esgrima (J) | 2 - 2     | Ramón Santamarina | 23 de Agosto    | 11 de enero | 21:10   |

### Etapa eliminatoria
Se jugó en cinco rondas (Primera instancia, Segunda instancia, Tercera instancia, Semifinales y Final) por eliminación directa, a un solo partido en cancha neutral. En caso de empate, se ejecutaron tiros desde el punto penal.

#### Cuadro de desarrollo
|  | Primera instancia | Primera instancia      | Primera instancia |                    |       | Segunda instancia      | Segunda instancia | Segunda instancia   |        |   | Tercera instancia | Tercera instancia | Tercera instancia |   |   | Semifinales         | Semifinales | Semifinales |  |   | Final            | Final       | Final       |  |
|  | 17 y 18 de enero  | 17 y 18 de enero       | 17 y 18 de enero  |                    |       | 21 de enero            | 21 de enero       | 21 de enero         |        |   | 24 de enero       | 24 de enero       | 24 de enero       |   |   | 27 de enero         | 27 de enero | 27 de enero |  |   | 31 de enero      | 31 de enero | 31 de enero |  |
|  |                   |                        |                   |                    |       |                        |                   |                     |        |   |                   |                   |                   |   |   |                     |             |             |  |   |                  |             |             |  |
|  |                   |                        |                   |                    |       |                        |                   |                     |        |   |                   |                   |                   |   |   |                     |             |             |  |   |                  |             |             |  |
|  |                   |                        |                   |                    |       |                        |                   |                     |        |   |                   |                   |                   |   |   |                     |             |             |  |   |                  |             |             |  |
|  |                   |                        |                   |                    |       |                        |                   |                     |        |   |                   |                   |                   |   |   |                     |             |             |  |   |                  |             |             |  |
|  |                   |                        |                   |                    |       |                        |                   |                     |        |   |                   |                   |                   |   |   |                     |             |             |  |   |                  |             |             |  |
|  |                   |                        |                   |                    |       |                        |                   |                     |        |   |                   |                   |                   |   |   |                     |             |             |  |   |                  |             |             |  |
|  |                   |                        |                   |                    |       |                        |                   |                     |        |   |                   |                   |                   |   |   |                     |             |             |  |   |                  |             |             |  |
|  |                   |                        |                   |                    |       |                        |                   |                     |        |   |                   |                   |                   |   |   |                     |             |             |  |   |                  |             |             |  |
|  |                   |                        |                   |                    |       |                        |                   |                     |        |   |                   |                   |                   |   |   |                     |             |             |  |   |                  |             |             |  |
|  |                   |                        |                   |                    |       |                        |                   |                     |        |   |                   |                   |                   |   |   |                     |             |             |  |   |                  |             |             |  |
|  |                   |                        |                   |                    |       |                        |                   |                     |        |   |                   |                   |                   |   |   |                     |             |             |  |   |                  |             |             |  |
|  |                   |                        |                   |                    |       |                        |                   |                     |        |   |                   |                   |                   |   |   |                     |             |             |  |   |                  |             |             |  |
|  |                   |                        |                   |                    |       |                        |                   |                     |        |   |                   |                   |                   |   |   |                     |             |             |  |   |                  |             |             |  |
|  |                   |                        |                   |                    |       |                        |                   |                     |        |   |                   |                   |                   |   |   |                     |             |             |  |   |                  |             |             |  |
|  |                   |                        |                   |                    |       |                        |                   |                     |        |   |                   |                   |                   |   |   |                     |             |             |  |   |                  |             |             |  |
|  |                   |                        |                   |                    |       |                        |                   |                     |        |   |                   |                   |                   |   |   |                     |             |             |  |   |                  |             |             |  |
|  |                   |                        |                   |                    |       |                        |                   |                     |        |   |                   |                   |                   |   |   |                     |             |             |  |   |                  |             |             |  |
|  |                   |                        |                   |                    |       |                        |                   |                     |        |   |                   |                   |                   |   |   |                     |             |             |  |   |                  |             |             |  |
|  |                   |                        |                   |                    |       |                        |                   |                     |        |   |                   |                   |                   |   |   |                     |             |             |  |   |                  |             |             |  |
|  |                   |                        |                   |                    |       |                        |                   |                     |        |   |                   |                   |                   |   |   |                     |             |             |  |   |                  |             |             |  |
|  |                   |                        |                   |                    |       |                        |                   |                     |        |   |                   |                   |                   |   |   |                     |             |             |  |   |                  |             |             |  |
|  |                   |                        |                   |                    |       |                        |                   |                     |        |   |                   |                   |                   |   |   |                     |             |             |  |   |                  |             |             |  |
|  |                   |                        |                   |                    |       |                        |                   |                     |        |   |                   |                   |                   |   |   |                     |             |             |  |   |                  |             |             |  |
|  |                   |                        |                   |                    |       |                        |                   |                     |        |   |                   | 1                 | Estudiantes (RC)  | 1 |   |                     |             |             |  |   |                  |             |             |  |
|  |                   |                        |                   |                    |       |                        |                   |                     |        |   |                   |                   |                   | 1 |   |                     |             |             |  |   |                  |             |             |  |
|  |                   |                        | 4                 | Estudiantes (BA)   | 0     |                        |                   |                     |        |   |                   |                   |                   |   |   |                     |             |             |  |   |                  |             |             |  |
|  | 2                 | Estudiantes (BA)       | 4                 | Estudiantes (BA)   | 0     | 2 (3)                  |                   |                     |        |   |                   |                   |                   |   |   |                     |             |             |  |   |                  |             |             |  |
|  | 2                 | Estudiantes (BA)       |                   |                    |       |                        |                   |                     |        |   |                   |                   |                   |   |   |                     |             |             |  |   |                  |             |             |  |
|  | 15                | Barracas Central       | 2 (2)             |                    |       |                        |                   |                     |        |   |                   |                   |                   |   |   |                     |             |             |  |   |                  |             |             |  |
|  | 15                | Barracas Central       | 2 (2)             |                    | 2     | Estudiantes (BA)       | 3                 |                     |        |   |                   |                   |                   |   |   |                     |             |             |  |   |                  |             |             |  |
|  |                   |                        |                   |                    | 2     | Estudiantes (BA)       | 3                 |                     |        |   |                   |                   |                   |   |   |                     |             |             |  |   |                  |             |             |  |
|  |                   |                        | 7                 | San Martín (SJ)    | 1     |                        |                   |                     |        |   |                   |                   |                   |   |   |                     |             |             |  |   |                  |             |             |  |
|  | 4                 | Tigre                  | 7                 | San Martín (SJ)    | 1     | 1 (3)                  |                   |                     |        |   |                   |                   |                   |   |   |                     |             |             |  |   |                  |             |             |  |
|  | 4                 | Tigre                  |                   |                    |       |                        |                   |                     |        |   |                   |                   |                   |   |   |                     |             |             |  |   |                  |             |             |  |
|  | 13                | San Martín (SJ)        | 1 (4)             |                    |       |                        |                   |                     |        |   |                   |                   |                   |   |   |                     |             |             |  |   |                  |             |             |  |
|  | 13                | San Martín (SJ)        | 1 (4)             |                    |       |                        |                   |                     |        | 3 | Estudiantes (BA)  | 1                 |                   |   |   |                     |             |             |  |   |                  |             |             |  |
|  |                   |                        |                   |                    |       |                        |                   |                     |        | 3 | Estudiantes (BA)  | 1                 |                   |   |   |                     |             |             |  |   |                  |             |             |  |
|  |                   |                        | 4                 | Atlanta            | 0     |                        |                   |                     |        |   |                   |                   |                   |   |   |                     |             |             |  |   |                  |             |             |  |
|  | 5                 | Atlanta                | 4                 | Atlanta            | 0     | 2 (4)                  |                   |                     |        |   |                   |                   |                   |   |   |                     |             |             |  |   |                  |             |             |  |
|  | 5                 | Atlanta                |                   |                    |       |                        |                   |                     |        |   |                   |                   |                   |   |   |                     |             |             |  |   |                  |             |             |  |
|  | 12                | San Martín (T)         | 2 (1)             |                    |       |                        |                   |                     |        |   |                   |                   |                   |   |   |                     |             |             |  |   |                  |             |             |  |
|  | 12                | San Martín (T)         | 2 (1)             |                    | 3     | Atlanta                | 2                 |                     |        |   |                   |                   |                   |   |   |                     |             |             |  |   |                  |             |             |  |
|  |                   |                        |                   |                    | 3     | Atlanta                | 2                 |                     |        |   |                   |                   |                   |   |   |                     |             |             |  |   |                  |             |             |  |
|  |                   |                        | 6                 | Ferro Carril Oeste | 1     |                        |                   |                     |        |   |                   |                   |                   |   |   |                     |             |             |  |   |                  |             |             |  |
|  | 6                 | Gimnasia y Esgrima (M) | 6                 | Ferro Carril Oeste | 1     | 1                      |                   |                     |        |   |                   |                   |                   |   |   |                     |             |             |  |   |                  |             |             |  |
|  | 6                 | Gimnasia y Esgrima (M) |                   |                    |       |                        |                   |                     |        |   |                   |                   |                   |   |   |                     |             |             |  |   |                  |             |             |  |
|  | 11                | Ferro Carril Oeste     | 4                 |                    |       |                        |                   |                     |        |   |                   |                   |                   |   |   |                     |             |             |  |   |                  |             |             |  |
|  | 11                | Ferro Carril Oeste     | 4                 |                    |       |                        |                   |                     |        |   |                   |                   |                   |   |   |                     |             |             |  | 1 | Estudiantes (RC) | 1 (2)       |             |  |
|  |                   |                        |                   |                    |       |                        |                   |                     |        |   |                   |                   |                   |   |   |                     |             |             |  | 1 | Estudiantes (RC) | 1 (2)       |             |  |
|  |                   |                        | 2                 | Platense           | 1 (4) |                        |                   |                     |        |   |                   |                   |                   |   |   |                     |             |             |  |   |                  |             |             |  |
|  |                   |                        | 2                 | Platense           | 1 (4) |                        |                   |                     |        |   |                   |                   |                   |   |   |                     |             |             |  |   |                  |             |             |  |
|  |                   |                        |                   |                    |       |                        |                   |                     |        |   |                   |                   |                   |   |   |                     |             |             |  |   |                  |             |             |  |
|  |                   |                        |                   |                    |       |                        |                   |                     |        |   |                   |                   |                   |   |   |                     |             |             |  |   |                  |             |             |  |
|  |                   |                        |                   |                    |       |                        |                   |                     |        |   |                   |                   |                   |   |   |                     |             |             |  |   |                  |             |             |  |
|  |                   |                        |                   |                    |       |                        |                   |                     |        |   |                   |                   |                   |   |   |                     |             |             |  |   |                  |             |             |  |
|  |                   |                        |                   |                    |       |                        |                   |                     |        |   |                   |                   |                   |   |   |                     |             |             |  |   |                  |             |             |  |
|  |                   |                        |                   |                    |       |                        |                   |                     |        |   |                   |                   |                   |   |   |                     |             |             |  |   |                  |             |             |  |
|  |                   |                        |                   |                    |       |                        |                   |                     |        |   |                   |                   |                   |   |   |                     |             |             |  |   |                  |             |             |  |
|  |                   |                        |                   |                    |       |                        |                   |                     |        |   |                   |                   |                   |   |   |                     |             |             |  |   |                  |             |             |  |
|  |                   |                        |                   |                    |       |                        | 1                 | Atlético de Rafaela | 2 (10) |   |                   |                   |                   |   |   |                     |             |             |  |   |                  |             |             |  |
|  |                   |                        |                   |                    |       |                        |                   |                     | 2 (10) |   |                   |                   |                   |   |   |                     |             |             |  |   |                  |             |             |  |
|  |                   |                        | 6                 | Quilmes            | 2 (9) |                        |                   |                     |        |   |                   |                   |                   |   |   |                     |             |             |  |   |                  |             |             |  |
|  | 1                 | Defensores de Belgrano | 6                 | Quilmes            | 2 (9) | 2                      |                   |                     |        |   |                   |                   |                   |   |   |                     |             |             |  |   |                  |             |             |  |
|  | 1                 | Defensores de Belgrano |                   |                    |       |                        |                   |                     |        |   |                   |                   |                   |   |   |                     |             |             |  |   |                  |             |             |  |
|  | 16                | Instituto              | 0                 |                    |       |                        |                   |                     |        |   |                   |                   |                   |   |   |                     |             |             |  |   |                  |             |             |  |
|  | 16                | Instituto              | 0                 |                    | 1     | Defensores de Belgrano | 0                 |                     |        |   |                   |                   |                   |   |   |                     |             |             |  |   |                  |             |             |  |
|  |                   |                        |                   |                    | 1     | Defensores de Belgrano | 0                 |                     |        |   |                   |                   |                   |   |   |                     |             |             |  |   |                  |             |             |  |
|  |                   |                        | 8                 | Quilmes            | 1     |                        |                   |                     |        |   |                   |                   |                   |   |   |                     |             |             |  |   |                  |             |             |  |
|  | 3                 | Agropecuario           | 8                 | Quilmes            | 1     | 0                      |                   |                     |        |   |                   |                   |                   |   |   |                     |             |             |  |   |                  |             |             |  |
|  | 3                 | Agropecuario           |                   |                    |       |                        |                   |                     |        |   |                   |                   |                   |   |   |                     |             |             |  |   |                  |             |             |  |
|  | 14                | Quilmes                | 1                 |                    |       |                        |                   |                     |        |   |                   |                   |                   |   |   |                     |             |             |  |   |                  |             |             |  |
|  | 14                | Quilmes                | 1                 |                    |       |                        |                   |                     |        |   |                   |                   |                   |   | 2 | Atlético de Rafaela | 0           |             |  |   |                  |             |             |  |
|  |                   |                        |                   |                    |       |                        |                   |                     |        |   |                   |                   |                   |   | 2 | Atlético de Rafaela | 0           |             |  |   |                  |             |             |  |
|  |                   |                        | 3                 | Platense           | 2     |                        |                   |                     |        |   |                   |                   |                   |   |   |                     |             |             |  |   |                  |             |             |  |
|  |                   |                        | 3                 | Platense           | 2     |                        |                   |                     |        |   |                   |                   |                   |   |   |                     |             |             |  |   |                  |             |             |  |
|  |                   |                        |                   |                    |       |                        |                   |                     |        |   |                   |                   |                   |   |   |                     |             |             |  |   |                  |             |             |  |
|  |                   |                        |                   |                    |       |                        |                   |                     |        |   |                   |                   |                   |   |   |                     |             |             |  |   |                  |             |             |  |
|  |                   |                        |                   |                    |       |                        |                   |                     |        |   |                   |                   |                   |   |   |                     |             |             |  |   |                  |             |             |  |
|  |                   |                        |                   |                    |       |                        |                   |                     |        |   |                   |                   |                   |   |   |                     |             |             |  |   |                  |             |             |  |
|  |                   |                        |                   |                    |       |                        |                   |                     |        |   |                   |                   |                   |   |   |                     |             |             |  |   |                  |             |             |  |
|  |                   |                        |                   |                    |       |                        |                   |                     |        |   |                   |                   |                   |   |   |                     |             |             |  |   |                  |             |             |  |
|  |                   |                        |                   |                    |       |                        |                   |                     |        |   |                   |                   |                   |   |   |                     |             |             |  |   |                  |             |             |  |
|  |                   |                        |                   |                    |       |                        |                   |                     |        |   |                   |                   |                   |   |   |                     |             |             |  |   |                  |             |             |  |
|  |                   |                        |                   |                    |       |                        | 2                 | Platense            | 0 (8)  |   |                   |                   |                   |   |   |                     |             |             |  |   |                  |             |             |  |
|  |                   |                        |                   |                    |       |                        |                   |                     | 0 (8)  |   |                   |                   |                   |   |   |                     |             |             |  |   |                  |             |             |  |
|  |                   |                        | 5                 | Deportivo Riestra  | 0 (7) |                        |                   |                     |        |   |                   |                   |                   |   |   |                     |             |             |  |   |                  |             |             |  |
|  | 7                 | Deportivo Morón        | 5                 | Deportivo Riestra  | 0 (7) | 2                      |                   |                     |        |   |                   |                   |                   |   |   |                     |             |             |  |   |                  |             |             |  |
|  | 7                 | Deportivo Morón        |                   |                    |       |                        |                   |                     |        |   |                   |                   |                   |   |   |                     |             |             |  |   |                  |             |             |  |
|  | 10                | Villa Dálmine          | 1                 |                    |       |                        |                   |                     |        |   |                   |                   |                   |   |   |                     |             |             |  |   |                  |             |             |  |
|  | 10                | Villa Dálmine          | 1                 |                    | 4     | Deportivo Morón        | 0                 |                     |        |   |                   |                   |                   |   |   |                     |             |             |  |   |                  |             |             |  |
|  |                   |                        |                   |                    | 4     | Deportivo Morón        | 0                 |                     |        |   |                   |                   |                   |   |   |                     |             |             |  |   |                  |             |             |  |
|  |                   |                        | 5                 | Deportivo Riestra  | 1     |                        |                   |                     |        |   |                   |                   |                   |   |   |                     |             |             |  |   |                  |             |             |  |
|  | 8                 | Deportivo Riestra      | 5                 | Deportivo Riestra  | 1     | 1                      |                   |                     |        |   |                   |                   |                   |   |   |                     |             |             |  |   |                  |             |             |  |
|  | 8                 | Deportivo Riestra      |                   |                    |       |                        |                   |                     |        |   |                   |                   |                   |   |   |                     |             |             |  |   |                  |             |             |  |
|  | 9                 | Temperley              | 0                 |                    |       |                        |                   |                     |        |   |                   |                   |                   |   |   |                     |             |             |  |   |                  |             |             |  |
|  | 9                 | Temperley              | 0                 |                    |       |                        |                   |                     |        |   |                   |                   |                   |   |   |                     |             |             |  |   |                  |             |             |  |
|  |                   |                        |                   |                    |       |                        |                   |                     |        |   |                   |                   |                   |   |   |                     |             |             |  |   |                  |             |             |  |

#### Primera instancia
La disputaron dieciséis equipos, doce provenientes de la Etapa clasificación de la Fase primer ascenso, que ocuparon los primeros lugares en el ordenamiento, y cuatro de la Etapa clasificación de la Fase por el segundo ascenso.

##### Tabla de ordenamiento
Se confeccionó según el puesto que ocuparon los equipos en sus respectivas zonas de las etapas clasificatorias, comparando sus desempeños. Se enfrentaron los de mejor contra los de peor posición, de manera sucesiva (1 con 16, 2 con 15, etc.).
| Orden | Equipo                 | Pos. | Ptos | J | G | E | P | GF | GC | DG |
| ----- | ---------------------- | ---- | ---- | - | - | - | - | -- | -- | -- |
| 1     | Defensores de Belgrano | 3.º  | 13   | 7 | 4 | 1 | 2 | 6  | 3  | 3  |
| 2     | Estudiantes (BA)       | 3.º  | 12   | 7 | 3 | 3 | 1 | 13 | 10 | 3  |
| 3     | Agropecuario           | 4.º  | 10   | 7 | 3 | 1 | 3 | 7  | 11 | –4 |
| 4     | Tigre                  | 4.º  | 8    | 7 | 2 | 2 | 3 | 9  | 9  | 0  |
| 5     | Atlanta                | 5.º  | 8    | 7 | 2 | 2 | 3 | 12 | 12 | 0  |
| 6     | Gimnasia y Esgrima (M) | 5.º  | 7    | 7 | 1 | 4 | 2 | 10 | 10 | 0  |
| 7     | Deportivo Morón        | 6.º  | 6    | 7 | 1 | 3 | 3 | 6  | 8  | –2 |
| 8     | Deportivo Riestra      | 6.º  | 6    | 7 | 1 | 3 | 3 | 8  | 11 | –3 |
| 9     | Temperley              | 7.º  | 6    | 7 | 1 | 3 | 3 | 3  | 5  | –2 |
| 10    | Villa Dálmine          | 7.º  | 6    | 7 | 1 | 3 | 3 | 5  | 9  | –4 |
| 11    | Ferro Carril Oeste     | 8.º  | 6    | 7 | 2 | 0 | 5 | 7  | 12 | –5 |
| 12    | San Martín (T)         | 8.º  | 5    | 7 | 1 | 2 | 4 | 3  | 8  | –5 |
| 13    | San Martín (SJ)        | 1.º  | 15   | 7 | 4 | 3 | 0 | 5  | 1  | 4  |
| 14    | Quilmes                | 1.º  | 13   | 7 | 4 | 1 | 2 | 9  | 7  | 2  |
| 15    | Barracas Central       | 2.º  | 14   | 7 | 4 | 2 | 1 | 7  | 4  | 3  |
| 16    | Instituto              | 2.º  | 12   | 7 | 3 | 3 | 1 | 11 | 9  | 2  |

|  | Clasificados en la Etapa clasificación de la Fase primer ascenso.  |
|  | Clasificados en la Etapa clasificación de la Fase segundo ascenso. |

##### Partidos
| 17 de enero, 17:10 | Defensores de Belgrano       | 2:0 (1:0) | Instituto | Estadio El Coliseo de Mitre y Puccini, Campana |                         |
|                    | Benegas 10' · M. Núñez 90+5' |           |           | Árbitro(s): Yamil Possi                        | Árbitro(s): Yamil Possi |

| 17 de enero, 17:10 | Atlanta                                       | 2:2 (0:0) (4:1 p.)         | San Martín (T)               | Estadio Antonio Candini, Río Cuarto |                             |
|                    | M. Giménez 55' (pen.) · Marcioni 90'          |                            | Noir 48' · A. Costa 69'      | Árbitro(s): Adrián Franklin         | Árbitro(s): Adrián Franklin |
|                    |                                               | Tiros desde el punto penal |                              |                                     |                             |
|                    | M. Giménez · Marinucci · Previtali · Marcioni |                            | A. Costa · Diarte · R. Costa |                                     |                             |

| 17 de enero, 17:10 | Gimnasia y Esgrima (M) | 1:4 (0:2) | Ferro Carril Oeste                                         | Estadio Juan Domingo Perón, Córdoba |                               |
|                    | Lentini 71'            |           | Toloza 4' · Bordacahar 24' · N. Gómez 57' · M. Ramírez 85' | Árbitro(s): Yael Falcón Pérez       | Árbitro(s): Yael Falcón Pérez |

| 17 de enero, 17:10 | Deportivo Morón              | 2:1 (1:0) | Villa Dálmine  | Estadio Ciudad de Vicente López, Florida |                            |
|                    | Villalba 39' · Álvarez 90+2' |           | C. Sánchez 73' | Árbitro(s): Nazareno Arasa               | Árbitro(s): Nazareno Arasa |

| 17 de enero, 19:10 | Estudiantes (BA)                                              | 2:2 (2:1) (3:2 p.)         | Barracas Central                                                 | Estadio Diego Armando Maradona, Buenos Aires |                            |
|                    | Bandiera 41' · Verón 45'                                      |                            | Germán Estigarribia 22' 67'                                      | Árbitro(s): Diego Ceballos                   | Árbitro(s): Diego Ceballos |
|                    |                                                               | Tiros desde el punto penal |                                                                  |                                              |                            |
|                    | Ruiz Gómez · González Metilli · Bandiera · Figueroa · Rinaldi |                            | Tapia · Colitto · Gastón Estigarribia · J. M. Vázquez · M. Acuña |                                              |                            |

| 17 de enero, 19:15 | Tigre                                                | 1:1 (1:1) (3:4 p.)         | San Martín (SJ)                                            | Estadio Ciudad de Caseros, Caseros |                              |
|                    | Protti 20'                                           |                            | Hernández 30'                                              | Árbitro(s): Pablo Echavarría       | Árbitro(s): Pablo Echavarría |
|                    |                                                      | Tiros desde el punto penal |                                                            |                                    |                              |
|                    | Magnin · Moiraghi · Giacopuzzi · G. Marinelli · Luna |                            | C. Sánchez · Campana · Berterame · J. Ramírez · Rescaldani |                                    |                              |

| 17 de enero, 20:00 | Deportivo Riestra | 1:0 (0:0) | Temperley | Estadio de Chacarita Juniors, Villa Maipú |                                  |
|                    | Brito 57'         |           |           | Árbitro(s): Gerardo Méndez Cedro          | Árbitro(s): Gerardo Méndez Cedro |

| 17 de enero, 21:10                                                                               | Agropecuario | 0:1 (0:0) | Quilmes    | Estadio Don León Kolbowsky, Buenos Aires |                                |
|                                                                                                  |              |           | Pavone 72' | Árbitro(s): Leandro Rey Hilfer           | Árbitro(s): Leandro Rey Hilfer |
| Suspendido por fallas en el suministro eléctrico. Se jugó el 18 de enero, a partir de las 17:10. |              |           |            |                                          |                                |

#### Segunda instancia
La disputaron los ocho ganadores de la Primera, con el mismo ordenamiento.

##### Tabla de ordenamiento
Se confeccionó según el mismo criterio.
| Orden | Equipo                 | Pos. | Ptos | J | G | E | P | GF | GC | DG |
| ----- | ---------------------- | ---- | ---- | - | - | - | - | -- | -- | -- |
| 1     | Defensores de Belgrano | 3.º  | 13   | 7 | 4 | 1 | 2 | 6  | 3  | 3  |
| 2     | Estudiantes (BA)       | 3.º  | 12   | 7 | 3 | 3 | 1 | 13 | 10 | 3  |
| 3     | Atlanta                | 5.º  | 8    | 7 | 2 | 2 | 3 | 12 | 12 | 0  |
| 4     | Deportivo Morón        | 6.º  | 6    | 7 | 1 | 3 | 3 | 6  | 8  | –2 |
| 5     | Deportivo Riestra      | 6.º  | 6    | 7 | 1 | 3 | 3 | 8  | 11 | –3 |
| 6     | Ferro Carril Oeste     | 8.º  | 6    | 7 | 2 | 0 | 5 | 7  | 12 | –5 |
| 7     | San Martín (SJ)        | 1.º  | 15   | 7 | 4 | 3 | 0 | 5  | 1  | 4  |
| 8     | Quilmes                | 1.º  | 13   | 7 | 4 | 1 | 2 | 9  | 7  | 2  |

|  | Clasificados en la Etapa clasificación de la Fase primer ascenso.  |
|  | Clasificados en la Etapa clasificación de la Fase segundo ascenso. |

##### Partidos
| 21 de enero, 17:10 | Estudiantes (BA)             | 3:1 (0:1) | San Martín (SJ) | Estadio Don León Kolbowsky, Buenos Aires |                               |
|                    | Garay 63' · Bolzicco 67' 81' |           | Berterame 7'    | Árbitro(s): Yael Pérez Falcón            | Árbitro(s): Yael Pérez Falcón |

| 21 de enero, 19:15 | Deportivo Morón | 0:1 (0:0) | Deportivo Riestra | Estadio José Dellagiovanna, Victoria |                             |
|                    |                 |           | Gómez 59'         | Árbitro(s): Adrián Franklin          | Árbitro(s): Adrián Franklin |

| 21 de enero, 19:20 | Atlanta                 | 2:1 (1:0) | Ferro Carril Oeste | Estadio Ciudad de Vicente López, Florida |                              |
|                    | Ochoa 32' · Tecilla 46' |           | Bordacahar 90+2'   | Árbitro(s): Pablo Echavarría             | Árbitro(s): Pablo Echavarría |

| 21 de enero, 21:30 | Defensores de Belgrano | 0:1 (0:0) | Quilmes    | Estadio Ciudad de Caseros, Caseros |                           |
|                    |                        |           | Pavone 68' | Árbitro(s): Pablo Giménez          | Árbitro(s): Pablo Giménez |

#### Tercera instancia
La disputaron los dos equipos que ocuparon el segundo puesto en cada una de las dos zonas de la Etapa clasificación de la Fase primer ascenso y los cuatro ganadores de la Segunda instancia.

##### Tabla de ordenamiento
Se confeccionó según el mismo criterio.
| Orden | Equipo              | Pos. | Ptos | J | G | E | P | GF | GC | DG |
| ----- | ------------------- | ---- | ---- | - | - | - | - | -- | -- | -- |
| 1     | Atlético de Rafaela | 2.º  | 14   | 7 | 4 | 2 | 1 | 13 | 8  | 5  |
| 2     | Platense            | 2.º  | 13   | 7 | 3 | 4 | 0 | 10 | 6  | 4  |
| 3     | Estudiantes (BA)    | 3.º  | 12   | 7 | 3 | 3 | 1 | 13 | 10 | 3  |
| 4     | Atlanta             | 5.º  | 8    | 7 | 2 | 2 | 3 | 12 | 12 | 0  |
| 5     | Deportivo Riestra   | 6.º  | 6    | 7 | 1 | 3 | 3 | 8  | 11 | –3 |
| 6     | Quilmes             | 1.º  | 13   | 7 | 4 | 1 | 2 | 9  | 7  | 2  |

|  | Clasificados en la Etapa clasificación de la Fase primer ascenso. |
|  | Clasificado en la Etapa clasificación de la Fase segundo ascenso. |

##### Partidos
| 24 de enero, 18:20 | Atlético de Rafaela                                                                                  | 2:2 (0:1) (10:9 p.)        | Quilmes | Estadio Marcelo Bielsa, Rosario |                           |
|                    | Portillo 59' · Bieler 78' (pen.)                                                                     |                            | Pavone 42' · Acevedo 84'                                                                                        | Árbitro(s): Darío Herrera       | Árbitro(s): Darío Herrera |
|                    | | Tiros desde el punto penal | |                                 |                           |
|                    | Bieler · Brundo · Lesman · Copetti · Castro · Martino · E. Romero · Blondel · Piñero · Sara · Bieler |                            | Calello · Arias · Moreira · L. González · Matheu · Acevedo · T. Blanco · M. Ortega · Alegre · Glellel · Calello |                                 |                           |

| 24 de enero, 20:25 | Estudiantes (BA) | 1:0 (0:0) | Atlanta | Estadio José Dellagiovanna, Victoria |                                |
|                    | Bandiera 52'     |           |         | Árbitro(s): Fernando Echenique       | Árbitro(s): Fernando Echenique |

| 24 de enero, 22:25 | Platense | 0:0 (8:7 p.)               | Deportivo Riestra                                                                             | Estadio Ciudad de Caseros, Caseros |  |
|                    | |                            |                                                                                               | Árbitro(s): Andrés Merlos          |  |
|                    | | Tiros desde el punto penal |                                                                                               |                                    |  |
|                    | Bogado · Callegari · Recalde · Tissera · D. Vega · Lluy · Palacios · Baldassarra · De Olivera · Sinisterra · |                            | Pereira · Brito · Romero · Zaninovich · Murillo · V. Gómez · Soto · Tovo · Villoldo · M. Vega |                                    |  |

#### Semifinales
Las disputaron el perdedor de la final de la Fase primer ascenso y los tres ganadores de la Tercera instancia.

##### Tabla de ordenamiento
Se confeccionó según el mismo criterio.
| Orden | Equipo              | Pos. | Ptos | J | G | E | P | GF | GC | DG |
| ----- | ------------------- | ---- | ---- | - | - | - | - | -- | -- | -- |
| 1     | Estudiantes (RC)    | 1.º  | 13   | 7 | 3 | 4 | 0 | 11 | 5  | 6  |
| 2     | Atlético de Rafaela | 2.º  | 14   | 7 | 4 | 2 | 1 | 13 | 8  | 5  |
| 3     | Platense            | 2.º  | 13   | 7 | 3 | 4 | 0 | 10 | 6  | 4  |
| 4     | Estudiantes (BA)    | 3.º  | 12   | 7 | 3 | 3 | 1 | 13 | 10 | 3  |

|  | Clasificados en la Etapa clasificación de la Fase primer ascenso. |

##### Partidos
| 27 de enero, 19:15 | Estudiantes (RC) | 1:0 (1:0) | Estudiantes (BA) | Estadio Gigante de Arroyito, Rosario |                          |
|                    | Hesar 18'        |           |                  | Árbitro(s): Jorge Baliño             | Árbitro(s): Jorge Baliño |

| 27 de enero, 21:30 | Atlético de Rafaela | 0:2 (0:1) | Platense                     | Estadio Marcelo Bielsa, Rosario |                         |
|                    |                     |           | Recalde 2' · Baldassarra 78' | Árbitro(s): Ariel Penel         | Árbitro(s): Ariel Penel |

#### Final
La disputaron los ganadores de las Semifinales.

##### Tabla de ordenamiento
Se confeccionó según el mismo criterio.
| Orden | Equipo           | Pos. | Ptos | J | G | E | P | GF | GC | DG |
| ----- | ---------------- | ---- | ---- | - | - | - | - | -- | -- | -- |
| 1     | Estudiantes (RC) | 1.º  | 13   | 7 | 3 | 4 | 0 | 11 | 5  | 6  |
| 2     | Platense         | 2.º  | 13   | 7 | 3 | 4 | 0 | 10 | 6  | 4  |

|  | Clasificados en la Etapa clasificación de la Fase primer ascenso. |

##### Partido
| 31 de enero, 21:10                       | Estudiantes (RC)                              | 1:1 (1:1) (2:4 p.)         | Platense                               | Estadio Marcelo Bielsa, Rosario |                           |
|                                          | Hesar 38'                                     |                            | Tissera 5'                             | Árbitro(s): Néstor Pitana       | Árbitro(s): Néstor Pitana |
|                                          |                                               | Tiros desde el punto penal |                                        |                                 |                           |
|                                          | Ortigoza · M. Fernández · Padilla · Benavídez |                            | Lamberti · Zalazar · Recalde · Tissera |                                 |                           |
| Platense ascendió a la Primera División. |                                               |                            |                                        |                                 |                           |

## Goleadores
| Jugador        | Equipo              | Goles | Jugada | Cabeza | T. libre | Penal |
| -------------- | ------------------- | ----- | ------ | ------ | -------- | ----- |
| Claudio Bieler | Atlético de Rafaela | 6     | 4      | 0      | 0        | 2     |
| Enzo Copetti   | Atlético de Rafaela | 5     | 3      | 2      | 0        | 0     |
| Ibrahim Hesar  | Estudiantes (RC)    | 5     | 5      | 0      | 0        | 0     |
| Mariano Pavone | Quilmes             | 5     | 4      | 1      | 0        | 0     |
| Neri Bandiera  | Estudiantes (BA)    | 5     | 0      | 5      | 0        | 0     |